# روگنتین
روگنتین (به آلمانی: Roggentin) یک شهر در آلمان است که در Rostock District واقع شده‌است. روگنتین ۲٬۶۷۹ نفر جمعیت دارد.